# 배터리 코치
배터리 코치는 야구에서 투수와 포수로 이뤄진 배터리를 관리하고 교육하는 야구 코치를 가르키는 단어이다.

## 설명
배터리 코치는 야구에서 가장 중요한 투수와 포수의 배터리 호흡을 관리하기 때문에 야구 코치들 중에서 가장 중요한 보직을 맡은 야구 코치이다. 포수가 투수를 잘 리드하고 투수의 방어율을 낮추는 것을 도와주는 것이 바로 배터리 코치의 역할이다. 이런 이유 때문에 배터리 코치는 주로 포수로 선수 생활을 했던 사람이 코치 연수를 받으면 주로 수행한다. 배터리 코치는 각 야구단들마다 배치되어 있다.

## 같이 보기
- 야구 코치
- 야구